# 4Y busz (Pécs)
A pécsi 4Y jelzésű autóbusz az újhegyi városrészt kapcsolja össze a belvárossal és Uránvárossal. A végállomásról elindulva, a lehető legrövidebb és leggyorsabb útvonalon – érintve egy fontos rendelőintézetet, a városi műjégpályát és a sportcsarnokot – 10 perc alatt ér a vasútállomásra, majd érinti a vásárcsarnokot és az Árkádot. Ezután a 6-os főúton halad a Budai Állomásig, innen jut fel Újhegyre. 70 perc alatt teszi meg az oda-vissza 22,2 km-es utat.
A vonalon az Újhegyre felvezető Koksz utca meredeksége miatt csak szóló autóbuszok közlekednek.
A két legkorábbi és a legkésőbbi járat a Főpályaudvarról indul Újhegy felé, Újhegyről azonban az összes járat Uránvárosig közlekedik.

## Története
A jelenlegi járat 2013. szeptember 2-án jött létre, a korábbi körjáratú 4-es Uránváros és Vásárcsarnok közötti és a 43-as járat Árkád és Újhegy közötti vonalának összekapcsolásával.
1964 végén indult az első járat Pécsújhegyre 17-es jelzéssel a Kossuth térről. 1969. október 1-jétől a járat a Főpályaudvarról indult. 1976. november 29-én meghosszabbították a járatot a Hamvas utcai fordulóig. 1987. január 1-jétől új számozási rendszer keretén belül kapta a 43-as jelzést. 1996 óta, a keleti elkerülő út megépülésével a járat a Pécsváradi út helyett a Szent Borbála hídon át közelíti meg az Üszögi utat. 1997-ig 10-es jelzéssel – a 43-as betétjárataként – járat közlekedett a Budai Állomás és Újhegy között.
Később 10-es iskolajárat közlekedett iskolai előadási napokon reggel Újhegyről a Gyárvárosi Iskoláig. A járat 2013. október 7-én megszűnt.
2022. november 16-ától – a megszűnő 30Y utódjaként – Újhegyről iskolai előadási napok reggelén egy járat 4YK jelzéssel az Árkád után a 109E vonalán a Klinikákig közlekedik.

## Útvonala
| Uránváros → Árkád → Budai Állomás → Újhegy | Újhegy → Budai Állomás → Árkád → Főpályaudvar |
| --- | --- |
| Uránváros – Ürögi sor – Makay István út – Esztergár Lajos utca – Veress Endre utca – Mártírok útja – Szabadság utca – Indóház tér – Vasút utca – Kálvin utca – Bajcsy-Zsilinszky utca – Rákóczi út – Rákóczi út – Zsolnay Vilmos utca – Schroll József utca – Üszögi út – Koksz utca – Bor utca – Nagykozári út – Újhegy | Újhegy – Nagykozári út – Bor utca – Koksz utca – Üszögi út – Schroll József utca – Zsolnay Vilmos utca – Rákóczi út – Rákóczi út – Bajcsy-Zsilinszky utca – Kálvin utca – Vasút utca – Indóház tér – Szabadság utca – Mártírok útja – Veress Endre utca – Esztergár Lajos utca – Makay István út – Ürögi sor – Uránváros |

## Megállóhelyei
| 4Y (Uránváros – Árkád – Újhegy) |                           |          | |                                                                                              |
| Perc (↓)                        | Megállóhely               | Perc (↑) | Megállóhelyet érintő járatok | Létesítmények                                                                                |
| 0                               | Uránváros végállomás      | 35       | 1, 2, 2A, 2E, 4, 4Y, 21, 21A, 22, 23, 23Y, 24, 25, 25A, 26, 26A, 27, 27Y, 28, 28A, 28Y, 29, 102, 102Y, 104, 104A, 104E, 104Y, 107E, 121 · Helyközi autóbuszok                                                                                                 | Autóbusz-állomás, Gyógyszertári Központ, Tesco                                               |
| 2                               | Olympia Üzletház          | 33       | 1, 2, 2A, 2E, 4, 4Y, 21, 21A, 22, 23, 23Y, 24, 102, 102Y, 104, 104A, 104E, 104Y, 121 | Olympia Üzletház, Bánki Donát Úti Általános Iskola Intézményegység                           |
| 3                               | Mecsek Áruház             | 31       | 1, 2, 2A, 2E, 4, 4Y, 21, 21A, 22, 23, 23Y, 24, 102, 102Y, 104, 104A, 104E, 104Y, 121 · Helyközi autóbuszok | Mecsek Áruház, Bánki Donát Úti Általános Iskola Intézményegység                              |
| 4                               | Szőnyi Ottó utca, rendelő | 30       | 4, 4Y, 104, 104A, 104E, 104Y | SZTK-rendelő                                                                                 |
| 5                               | Műjégpálya                | 29       | 1, 4, 4Y, 55, 104, 104A, 104E, 104Y | Városi Műjégpálya                                                                            |
| 7                               | Megyeri út                | ∫        | 4, 4Y, 104, 104A, 104E, 104Y · Helyközi autóbuszok | Lauber Dezső Sportcsarnok                                                                    |
| ∫                               | Sportcsarnok              | 28       | 4, 4Y, 104, 104A, 104E, 104Y · Helyközi autóbuszok | Lauber Dezső Sportcsarnok                                                                    |
| 8                               | Kandó Kálmán utca         | 27       | 4, 4Y, 104, 104A, 104E, 104Y |                                                                                              |
| 10                              | Rét utca                  | 24       | 4, 4Y, 104, 104A, 104E, 104Y · Helyközi autóbuszok |                                                                                              |
| 10                              | Főpályaudvar              | 24       | 3, 3E, 4, 4Y, 6, 6E, 7, 7Y, 8, 13, 13E, 13Y, 14, 14Y, 15, 15A, 20, 30, 31, 32, 32Y, 33, 34, 34Y, 35, 35Y, 36, 37, 38, 38Y, 39, 40, 41, 41E, 41Y, 42, 42Y, 43, 44, 46, 47, 73, 73Y, 104, 104A, 104E, 104Y, 130, 130A, 140 · Helyközi autóbuszok · Főpályaudvar | Vasútállomás, MÁV Területi Igazgatósága, Autóbusz-állomás                                    |
| 12                              | Vásárcsarnok              | 22       | 4, 4Y, 13, 13E, 13Y, 15, 15A, 30, 31, 32, 32Y, 33, 34Y, 35Y, 44, 46, 60, 60Y, 103, 104, 104A, 104E, 104Y, 109E, 130, 130A | Vásárcsarnok, Árkád, Távolsági autóbusz-állomás                                              |
| 15                              | Árkád                     | 19       | 2, 2A, 2E, 3, 3E, 4, 4Y, 6, 6E, 7, 7Y, 8, 13, 13E, 13Y, 14, 14Y, 15, 15A, 22, 23, 23Y, 24, 25, 26, 26A, 27, 27Y, 28, 28A, 28Y, 29, 30, 33, 38, 38Y, 39, 40, 60, 60Y, 73, 73Y, 102, 102Y, 103, 104, 104A, 104E, 104Y, 107E, 109E, 130, 130A, 140               | Árkád, Konzum áruház, Anyakönyvi Önkormányzat, APEH, Skála                                   |
| 18                              | 48-as tér                 | 16       | 2, 2A, 2E, 4, 4Y, 13, 13E, 13Y, 14, 14Y, 15, 15A, 20, 21, 21A, 30Y, 60, 60A, 60Y, 102, 102Y, 104, 104A, 104E, 104Y, 121 · Helyközi autóbuszok · Pécs-Külváros                                                                                                 | Egyetemi kollégium, Egyesített Egészségügyi Intézmény kirendeltsége, EKF kulturális negyed   |
| 20                              | Zsolnay Negyed            | 14       | 2, 2A, 4, 4Y, 13, 13E, 13Y, 14, 14Y, 15, 15A, 20, 21, 21A, 30Y, 60, 60A, 60Y, 102, 102Y, 104, 104A, 104E, 104Y, 121 | Balokány-liget, Zsolnay porcelángyár, Zsolnay Kulturális Negyed                              |
| 22                              | Mohácsi út                | 12       | 2, 2A, 4, 4Y, 13, 13E, 13Y, 14, 14Y, 15, 15A, 20, 21, 21A, 25, 26, 30Y, 60, 60A, 60Y, 102, 102Y, 104, 104A, 104E, 104Y, 121 · Helyközi autóbuszok | ATI, Autóklub                                                                                |
| 24                              | Gyárvárosi templom        | 10       | 2, 2A, 4, 4Y, 13, 13E, 13Y, 14, 14Y, 15, 15A, 25, 26, 26A, 30Y, 60, 60A, 60Y, 102, 102Y, 104, 104A, 104E, 104Y | Gyárvárosi templom, Szieberth Róbert Általános Iskola és Alapfokú Művészetoktatási Intézmény |
| 26                              | Budai Állomás             | 9        | 2, 2A, 2E, 4, 4Y, 12, 13, 13E, 13Y, 14, 14Y, 15, 15A, 16, 25, 26, 26A, 30Y, 60, 60A, 60Y, 102, 102Y, 104, 104A, 104E, 104Y · Helyközi autóbuszok | Autóbusz-állomás                                                                             |
| 28                              | Palahegyi út              | 6        | 4Y, 30Y, 60, 60Y |                                                                                              |
| 29                              | Koksz utca                | 5        | 4Y, 30Y, 60, 60Y |                                                                                              |
| 30                              | Arasz utca                | 4        | 4Y, 30Y, 60, 60Y |                                                                                              |
| 31                              | ABC áruház                | 3        | 4Y, 30Y, 60, 60Y |                                                                                              |
| 32                              | Kozári utca               | 2        | 4Y, 30Y, 60, 60Y |                                                                                              |
| 33                              | Kakukk utca               | 1        | 4Y, 30Y, 60, 60Y |                                                                                              |
| 34                              | Újhegy végállomás         | 0        | 4Y, 30Y, 60, 60Y |                                                                                              |